# El Vendrell
El Vendrell és una vila de la regió del Penedès, capital de la comarca del Baix Penedès. Per la seva ubicació, en una cruïlla de camins oberta al mar, el Vendrell ha estat històricament un lloc de pas i punt de trobada de cultures, d'intercanvis comercials i de difusió d'idees. Es troba a 28 km de Tarragona i a 64 km de Barcelona.

## Topònim
Els treballs de l'onomatòleg Ramon Amigó Anglès i del llatinista Joan Bastardas i Parera, recollits per la historiadora vendrellenca Núria Canyelles Vilar en el seu estudi sobre l'origen de la vila, demostren que el nom prové d'un antropònim, nascut a l'alta edat mitjana, a partir de l'aplicació onomàstica d'un dia de la setmana: el dia és el divendres, en llatí die Veneris, al que "s'hi afegí la fórmula del diminutiu –ellus, potser perquè sonés més humà i càlid, i en resultà un nom de persona Venerellus/a que acabaria esdevenint el nom de lloc" arran de l'arribada d'una persona que portava aquest nom, i que a principis del segle xi, s'establí a les terres de l'actual Vendrell, hi aixecà un mas, que s'identificava amb el seu nom propi. Aquest nom l'heretà el lloc, l'incipient nucli de població que en sorgí al seu entorn i que posteriorment va esdevenir la vila del Vendrell.
Una de les anteriors teories parlava d'un Portus Venerisa a l'actual Barri Marítim de Sant Salvador, amb un nucli a l'interior anomenat Venerelluso, la petita Venus i una altra, relacionava el cognom Vendrell amb l'escut heràldic de la població i ens parlava d'un antic gran arbre, conegut popularment com "el vendrell", sota del qual la gent hauria tingut el costum de trobar-se. Més concretament, s'hi haurien reunit persones que es dedicaven a l'ofici de boter, és a dir, a l'elaboració de bótes de vi.

## Geografia
- Llista de topònims del Vendrell (Orografia: muntanyes, serres, collades, indrets..; hidrografia: rius, fonts...; edificis: cases, masies, esglésies, etc).

## Història

### Orígens
S'han trobat diverses restes arqueològiques, com les del Tancat del Galan.

### Època medieval
És d'aquesta època l'origen de l'actual vila, capital del Baix Penedès i l'hem de cercar en el marc de la conquesta cristiana d'aquesta part de la comarca durant el segle x i principi de l'XI. En la seva avançada cap al sud de Catalunya, els comtes de Barcelona van cedir diversos dels seus nous territoris al monestir de Sant Cugat per a la seva explotació (termes de Santa Oliva, Calders i Albinyana) i hi bastiren diversos castells.
L'embrió del Vendrell, cal buscar-lo a l'inici del segle xi, al voltant d'un mas fortificat, que prosperà i aglutinà al seu voltant un nucli de població. El topònim apareix escrit per primera vegada l'any 1037, en la concòrdia signada en finalitzar un cèlebre judici entre l'abat vallesà i els representants vescomtals per la possessió de la terra; el document identifica un dels límits de les terres en disputa com "la riera que hi ha davant del Venrel".
La proximitat del camí Ral o Reial (la traça de la Via Augusta, al mig de la ruta Barcelona- Tarragona) va afavorir el seu desenvolupament com a nucli de població.
Durant la segona meitat de segle XII, l'abat de Sant Cugat, senyor feudal de la zona, atorga una carta de poblament a Bernat de Papiol, el qual es comprometia a reconèixer i defensar el domini que el monestir vallesà tenia sobre el lloc del Vendrell.
Al segle xiv, els vendrellencs van provocar dos grans canvis en la seva població: El primer va ser el trasllat de la parròquia de l'església de Sant Salvador de la platja, a l'església de Santa Anna del Vendrell que, a partir d'aquest moment (any 1307) canviarà de nom. La causa en va ser la no assistència a missa per part dels feligresos del Vendrell i els mals aires provocats pels estanys. I el segon (any 1342) va ser la modificació del camí Reial, desviant-ne el traçat per a fer-lo passar pel centre del poble i així aprofitar els beneficis de la circulació de persones i del moviment comercial.
El Vendrell i altres llocs de la zona, van ser objecte de les transaccions de la jurisdicció entre els poders que estaven al capdamunt de la jerarquia feudal (el poder monàrquic i l'eclesiàstic): L'Infant Joan, que va trobar les arques buides arran de les diverses guerres de la Corona en què es va implicar el seu pare Pere el Cerimoniós, va vendre el seu dret a jutjar diversos assumptes (1380-1382) i el rei Martí l'Humà, el 1405, va regalar-los al monestir de Sant Cugat del Vallès per aconseguir unes relíquies i curar-se de la cama.
El rei Joan II d'Aragó (que feu diverses estades a la vila) va convocar, l'any 1469 les corts que es van celebrar a Montsó el 1470, demanant-los subsidis per poder continuar la guerra.
Cal parlar també dels nuclis costaners del municipi:
- A Sant Salvador, sembla que hi hagué presència romana entre el segle iii aC i el V dC i, segurament recollint aquest testimoni de poblament, a principis del segle XI s'hi aixecà una església i al seu costat un castell, el castell de Calders. Situat davant de mar, es bastí per a poder controlar tant els estanys - l'aprofitament dels quals va provocar nombroses disputes judicials- com per controlar el perill que pogués venir per mar (en temps de guerra) o el comerç (en temps de pau). La seva església va ser la seu parroquial del terme de Calders, fins a principis del segle XIII.
- Al segle XII es troben les primeres referències escrites sobre l'existència de Coma-ruga que es descriu com a vilar, un establiment humà format per poques famílies que generalment depenia d'un lloc més important on hi havia una parròquia, que seria la de Sant Salvador de la platja. L'etimologia del nom deriva de l'existència d'un camí (ria/ruga) dintre d'una coma o part baixa entre pujols.[6]
- El topònim Francàs fa referència a un mas, documentat per primera vegada al segle xii, està ubicat a tocar de l'actual N-340.[cal citació]

### L'edat moderna
En acabar la Guerra de Successió, el Vendrell va quedar temporalment annexionat a la corona com a pagament d'un deute.
Durant el segle xix el municipi va créixer de manera constant, amb l'excepció d'una petita parada el 1890 per culpa d'una plaga de fil·loxera que va arrasar els camps. En començar la Primera Guerra Carlina, la població va ser fortificada per a garantir la seguretat dels seus ciutadans.
El 1946 incorporà Sant Vicenç de Calders junt amb el seu barri marítim de Coma-ruga.

## Serveis del Vendrell

### Sanitaris
En aquest municipi, hi ha tres Centres d'Atenció Primària, un dels quals al barri marítim de Coma-ruga, i un hospital comarcal a la carretera de Barcelona. A més d'una Policlínica Comarcal, un Centre de Salut Mental del Vendrell i un Centre de Dia Salut Mental.

### Educació
La ciutat del Vendrell té una oferta amplia de centres i institucions educatives, que està en constant creixement degut al creixement demogràfic que experimenta la població els últims anys. Hi ha sis llars d'infants repartides per diferents barris de la ciutat, 4 són públiques, una de privada i una altra privada concertada. Hi ha vuit escoles, una de les quals és concertada, dos a la zona educativa, la resta estan repartides entre les diverses zones de la població. Hi ha tres centres d'educació secundària, dos a la zona educativa i un altre en una urbanització apartada del centre urbà. En tots tres s'hi ofereix educació secundària obligatòria (ESO) i batxillerat, a part d'un on ofereixen diverses famílies de cicles formatius de grau mitjà i de grau superior (Cicle formatiu), així com el curs de preparació per la prova d'accés als cicles formatius de grau superior i també es realitza les proves d'accés tant al cicle mitja com al superior.
Hi ha un centre d'educació especial on s'imparteix classe a alumnes en edat escolar obligatòria (dels 6 als 16 anys); aquest centre és a la zona educativa del Vendrell.
Hi ha diverses institucions dedicades a l'educació post-obligatòria (PGS, Escola-taller, FIAP, Escola d'adults CFA El Vendrell...), és a dir, la que s'ofereix a les persones més grans de 16 anys.
Entre les escoles públiques hi ha els IES que imparteixen batxillerat i cicles formatius, però també imparteixen ensenyaments per discents que no han superat l'ESO com és el FIAP, on en aquest cas s'ofereix l'ensenyament de pintura, cfa El Vendrell
Hi ha diverses escoles de dansa privades, l'escola municipal de música i l'escola oficial d'idiomes (EOI).

## Llocs d'interès

### Museu Arqueològic del Vendrell

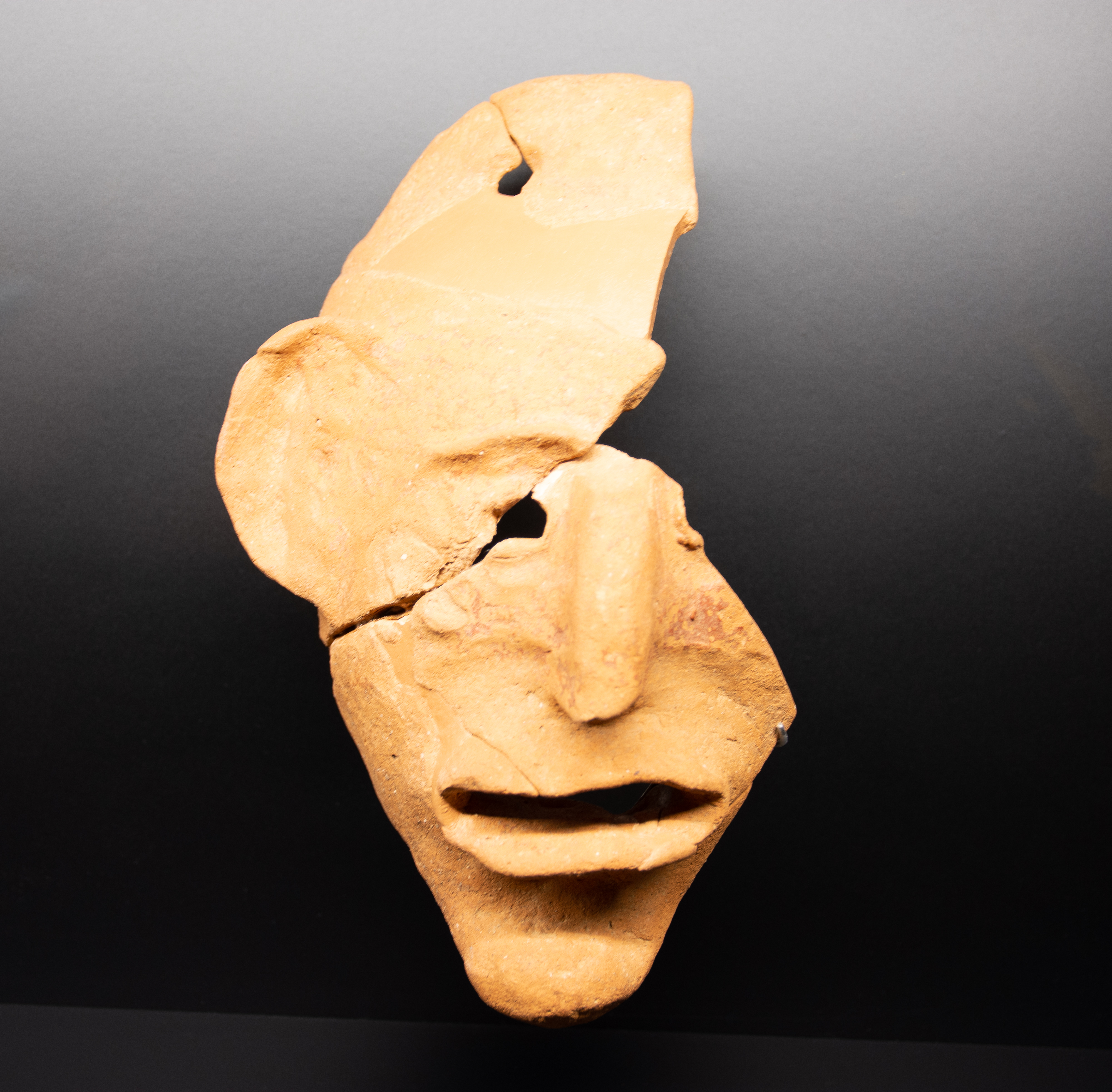
Màscara púnica de terracota. Museu Arqueològic del Vendrell

El Museu Arqueològic del Vendrell conserva gran part del passat arqueològic de la comarca del Baix Penedès i mostra les característiques més importants dels principals períodes de la prehistòria, el món ibèric i l'època romana.
Gran part del fons material que hi ha al Museu prové de donacions d'aficionats a l'arqueologia que, des dels anys cinquanta fins als setanta, van anar recollint en diferents indrets de la comarca. D'aquesta manera, van anar engrandint el fons que conservaven en un magatzem particular, fins que, a causa de la quantitat de material, ja no n'hi cabia més. Aleshores van demanar a l'Ajuntament del Vendrell que els cedís un local com a museu, i l'any 1966 ja van poder inaugurar el primer Museu Arqueològic del Vendrell, a la Casa del Portal del Pardo. Posteriorment, es va traslladar a la planta baixa de Cal Guimerà, on es va inaugurar l'any 1993.
Actualment, el Museu resta tancat amb motiu de les obres de reforma de la Casa Museu Àngel Guimerà. L'Ajuntament està estudiant un nou emplaçament per a aquest equipament cultural.

### Museu Deu
El Museu Deu és un dels testimonis més importants del col·leccionisme català del segle xx. El seu fundador, l'antic notari de la vila, el Sr. Antoni Deu Font (1918-2001), va reunir una nombrosa i heterogènia col·lecció d'obres d'art que va donar al municipi l'any 1987.
El Museu Deu fou inaugurat l'any 1995, i s'ubica en una antiga casa senyorívola que fou completament remodelada en el seu interior per tal d'acollir a les sales d'exposició les col·leccions de pintura, dibuixos i aquarel·les; escultura; vidre de Nancy i vidre bufat català; ceràmica contemporània, rajoles d'arts i oficis i pots de farmàcia; morters gòtics; mobiliari d'època; art religiós format per peces d'orfebreria, talles religioses, catifes, bacines, casulles, reliquiaris, rosaris...; tot un ventall de representacions artístiques que es mostren d'una manera original i atractiva en les tres sales d'exposició permanent. La sala soterrani està destinada a la realització d'exposicions temporals de les obres de la reserva del Museu Deu.
L'espai més atractiu del Museu Deu és l'anomenat "Sala de les catifes", on el públic camina per damunt d'un terra de vidre mentre pot contemplar la col·lecció de catifes orientals i la de bacines que hi ha sota els seus peus. A les parets d'aquest espai es mostra la important col·lecció de talles religioses, en les quals podem apreciar el hieratisme del romànic, la lleugera expressivitat gòtica o la intensitat de les faccions i els sentiments barrocs tot realitzant un extens recorregut per la iconografia cristiana. Cal fer referència també a la col·lecció d'orfebreria religiosa formada per diferents objectes d'ús litúrgic: píxides, navetes, calzes..., elements d'argent d'elegant manufactura entre els quals destaquen les creus processionals.
La Sala d'Exposicions Temporals del Museu Deu, inaugurada l'any 1997, acull exposicions tant del fons d'art del Museu Deu com exposicions alienes.

### Casa Museu Àngel Guimerà
Àngel Guimerà (1845-1924), fill de pare vendrellenc i de mare canària, va viure a la casa pairal dels Guimerà al Vendrell durant el segle xix. En aquesta casa, va iniciar la seva activitat poètica, primer en castellà i, més tard, en català, per triomfar després en el món teatral com a dramaturg. Una de les seves principals obres fou Terra baixa.

### Casa nadiua de Pau Casals
La casa on va néixer Pau Casals és al carrer de Santa Anna, número 4, al centre del Vendrell. L'edifici conserva l'ambient d'una casa de finals del segle xix d'una família molt humil. És un edifici alt, estret i amb balcons, de dues plantes. El museu es va inaugurar el 29 de desembre de 1998. A la planta baixa es pot seguir tota la infantesa del músic relacionada amb la vila a través de fotografies i de dos instruments musicals molt significatius que marcaren l'inici de la carrera del Mestre: la Carbasseta i la gralla. Una escala arran de la porta estreta de l'entrada condueix als dos pisos que la família Casals ocupava.

### Sala del Portal del Pardo
Amb l'obertura de la nova Biblioteca Pública Terra Baixa, l'emblemàtica Sala del Portal del Pardo ha recuperat la seva funció tradicional de sala d'exposicions.

### Biblioteca Pública Terra Baixa
La Biblioteca Pública Terra Baixa és un equipament municipal de cultura, gratuït i obert a tothom. Va ser inaugurada el 18 de juny del 2005. Té l'objectiu de satisfer les necessitats d'informació, de formació, i de lleure dels ciutadans posant al seu abast diferents serveis, activitats i recursos documentals. Té voluntat de ser un espai clau per a la cohesió social, obert a totes les cultures i per a totes les edats. La Biblioteca Pública Terra Baixa hereta la voluntat de servei que la Biblioteca Popular ha ofert al Vendrell i a la comarca des del 1920, quan fou inaugurada sota la tutela de la Mancomunitat, essent la sisena biblioteca popular a tot Catalunya. Actualment forma part del Sistema de Lectura Pública de Catalunya i la gestió és compartida entre la Generalitat i l'Ajuntament del Vendrell.

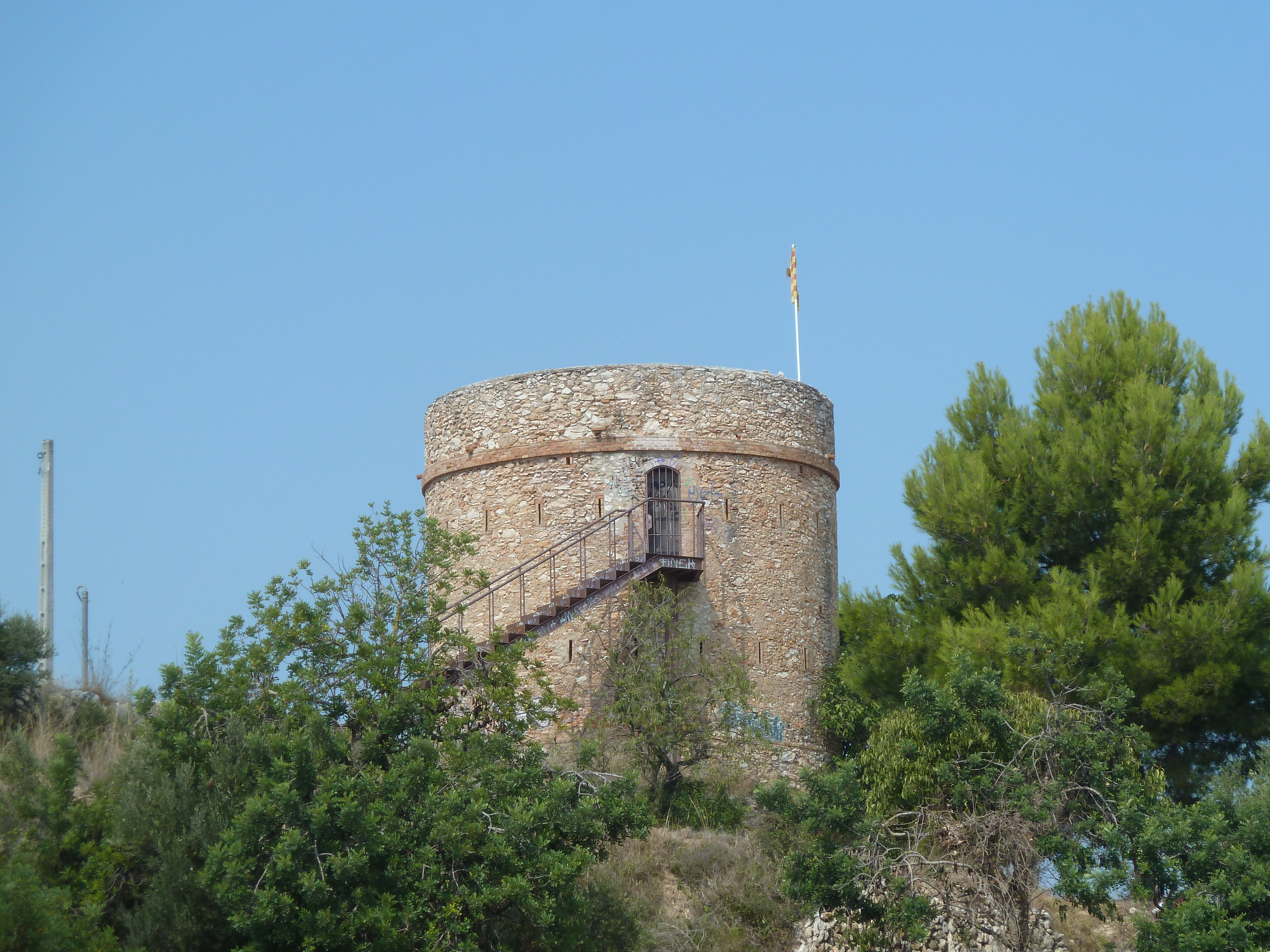
La Torre del Botafoc i la de Guaita del Puig, datades de les guerres carlines

### Fundació Apel·les Fenosa
La Fundació Apel·les Fenosa és a la residència i estudi d'estiu de l'artista –un edifici del segle xvi restaurat, amb un bell i gran jardí mediterrani. S'hi presenta una important col·lecció d'escultures originals en terracota i en guix, així com una selecció de bronzes monumentals.

### Fundació Pau Casals. Vil·la Casals
El 1910, Pau Casals es va fer construir la Vil·la Casals al passeig marítim de Sant Salvador, el Vendrell. La casa, concebuda inicialment com una casa d'estiueig, va ser reformada per l'arquitecte Antoni Puig i Gairalt entre 1931 i 1936, amb la sala de la música, el jardí i el mirador. Pau Casals hi va viure fins al 1939, quan es va veure obligat a marxar a l'exili i mai més hi va tornar.
El 1972, Pau Casals i la seva esposa Marta Montañez van crear la Fundació Pau Casals amb l'objectiu de preservar el patrimoni que Pau Casals tenia a la casa de Sant Salvador. El 1974, un any després de la seva mort, es van obrir al públic la Sala del Sentiment, la Sala de Concerts i la del Vigatà i el 1976 es va inaugurar la casa com a museu. El 1996 la Fundació Pau Casals va decidir tancar el museu per sotmetre'l a una profunda rehabilitació. El pas dels anys, les condicions climàtiques adverses i les noves necessitats que platejava la societat actual feien necessària una intervenció tant des del punt de vista estructural com del museogràfic. Es va tornar a obrir el 2 de juny de 2001 amb el nom definitiu, Vil·la Casals-Museu Pau Casals.

### Auditori Pau Casals
Va ser inaugurat el dia 6 de juny de 1981, gràcies a l'esforç i la bona voluntat de diferents entitats per salvar les innombrables dificultats del moment. No obstant això, cal esmentar la iniciativa de la Fundació Pau Casals, la col·laboració de Caixa Catalunya, la perseverança de l'Associació Musical Pau Casals del Vendrell i la creació del Patronat Municipal Auditori Pau Casals, que van fer possible que es portés a terme el projecte de l'arquitecte Jordi Bonet i Armengol. Cal destacar també la disposició i l'ornament de la il·luminació de la sala, i els vitralls del fons de l'escenari, obra del pintor Vila Grau i fets pel vidrier Granell.
La programació musical omple tot l'any, repartida en diferents cicles, als quals s'ha incorporat també el jazz i la dansa. La pedra de toc d'aquesta programació és el Festival Internacional de Música Pau Casals, que es fa des de l'any 1981 i que té cura, sobretot, de les actuacions de prestigiosos violoncel·listes i dels intèrprets i compositors catalans. Aquesta densa activitat musical fa que per l'Auditori hi passin intèrprets d'arreu del món; una àmplia perspectiva que cuida amb el mateix interès la notable activitat musical local i comarcal, i les audicions per a escolars.

## Demografia
| Entitat de població       | Habitants (2024) |
| el Vendrell               | 30.309           |
| Coma-ruga                 | 3.020            |
| el Sanatori               | 2.322            |
| els Masos                 | 1.919            |
| Sant Salvador             | 1.004            |
| Barri Marítim del Francàs | 989              |
| Mas Borràs                | 438              |
| Mas Astor                 | 238              |
| Sant Vicenç de Calders    | 177              |
| la Creu de Coma-ruga      | 110              |
| Font: Idescat             |                  |

| 1497 f | 1515 f | 1553 f | 1717 | 1787  | 1857  | 1877  | 1887  | 1900  | 1910  |
| ------ | ------ | ------ | ---- | ----- | ----- | ----- | ----- | ----- | ----- |
| 41     | 49     | 51     | 570  | 2.500 | 5.480 | 5.606 | 5.315 | 5.103 | 4.878 |

| 1920  | 1930  | 1940  | 1950  | 1960  | 1970  | 1981   | 1990   | 1992   | 1994   |
| ----- | ----- | ----- | ----- | ----- | ----- | ------ | ------ | ------ | ------ |
| 4.911 | 5.081 | 4.566 | 5.224 | 6.124 | 8.903 | 11.597 | 15.161 | 15.715 | 15.715 |

| 1996   | 1998   | 2000   | 2002   | 2004   | 2006   | 2008   | 2010   | 2012   | 2014   |
| ------ | ------ | ------ | ------ | ------ | ------ | ------ | ------ | ------ | ------ |
| 19.010 | 20.002 | 22.543 | 24.997 | 28.147 | 31.953 | 34.931 | 36.068 | 36.647 | 36.719 |

| 2016   | 2018   | 2020   | 2022   | 2024   | 2026 | 2028 | 2030 | 2032 | 2034 |
| ------ | ------ | ------ | ------ | ------ | ---- | ---- | ---- | ---- | ---- |
| 36.482 | 37.153 | 38.373 | 39.072 | 40.440 | -    | -    | -    | -    | -    |

## Política
| Període     | Alcalde o alcaldessa                        | Partit polític | Data de possessió | Observacions |
| ----------- | ------------------------------------------- | -------------- | ----------------- | ------------ |
| 1979–1983   | Martí Carnicer i Vidal                      | PSC            | 19/04/1979        | --           |
| 1983–1987   | Martí Carnicer i Vidal                      | PSC            | 28/05/1983        | --           |
| 1987–1991   | Martí Carnicer i Vidal                      | PSC            | 30/06/1987        | --           |
| 1991–1995   | Martí Carnicer i Vidal                      | PSC            | 15/06/1991        | --           |
| 1995–1999   | Benet Jané i Palau                          | CIU            | 17/06/1995        | --           |
| 1999–2003   | Benet Jané i Palau                          | CIU            | 03/07/1999        | --           |
| 2003–2007   | Helena Arribas Esteve                       | PSC            | 14/06/2003        | --           |
| 2007–2011   | Benet Jané i Palau                          | CIU            | 16/06/2007        | --           |
| 2011–2015   | Benet Jané i Palau / Martí Carnicer i Vidal | CIU I PSC      | 11/06/2011        | --           |
| 2015–2019   | Martí Carnicer i Vidal                      | PSC            | 13/06/2015        | --           |
| 2019-2023   | Kenneth Martínez i Molina                   | PSC            | 15/06/2019        | --           |
| Des de 2023 | Kenneth Martínez i Molina                   | PSC            | 17/06/2023        | --           |

| Candidatura | Candidatura                                                   | Cap de llista         | Vots   | Regidors | % vots |
| ----------- | ------------------------------------------------------------- | --------------------- | ------ | -------- | ------ |
|             | Partit dels Socialistes de Catalunya                          | Martí Carnicer Vidal  | 2.452  | 4        | 18,26% |
|             | Convergència i Unió                                           | Eva Serramià          | 1.863  | 3        | 13,88% |
|             | Plataforma per Catalunya                                      | August Armengol Rofes | 1.798  | 3        | 13,39% |
|             | Ciutadans - Partit de la Ciutadania                           | Mari Luz Ramírez      | 1.477  | 3        | 11,00% |
|             | Esquerra Republicana de Catalunya - Reagrupament              | Pep Marrasé           | 1.411  | 2        | 10,51% |
|             | Sí se puede El Vendrell / Si Es Pot el Vendrell               | Òscar Blasco          | 1.394  | 2        | 10,38% |
|             | Candidatura d'Unitat Popular                                  | Rubén Suan Vives      | 1.347  | 2        | 10,03% |
|             | Partit Popular                                                | Ricardo Jovani        | 987    | 2        | 7,35%  |
|             | Iniciativa per Catalunya Verds - Esquerra Unida i Alternativa | Àlex Luque            | 487    | -        | 3,63%  |
| Total       | Total                                                         | 13.242                | 13.242 | 21       |        |

## Fills il·lustres
Categoria principal: Vendrellencs
Persones il·lustres del Vendrell foren: 
- Andreu Nin i Pérez, polític i escriptor
- Àngel Guimerà i Jorge, dramaturg i poeta
- Maria Àngels Garriga i Martín, mestra i escriptora de llibres per a infants
- Apel·les Fenosa i Florensa, escultor
- Benvingut Socias i Mercadé, pianista
- Carles Casals i Ribes, organista i pare de Pau Casals
- Jaume Carner i Romeu, advocat i polític
- Josep Vidal Riembau "Pep Jai", pagès i polític
- Pau Casals i Defilló, violoncel·lista i defensor de la pau
- Ramon Ramon i Vidales, periodista i escriptor
- Josep Nin i Tudó, pintor (1843 - 1921)
- Josep Aixalà i Casellas, publicista i escriptor-cronista (1860-1944)
- Pemi Fortuny (1965), músic i activista, excantant de Lax'n'Busto.
- Carlota Baldrís i Rafecas (1960), compositora i pedagoga musical.

## Teixit associatiu
La Unió Esportiva Tancat és un club de futbol de la ciutat. L'any 1993 fou campió a Tercera Territorial. L'any 2002 fou campió a Segona Territorial.
Els Nens del Vendrell són una colla castellera fundada el 1926 i que va ocupar un lloc molt destacat en el panorama casteller entre les dècades de 1950 i 1970.
L'Embarcada és l'agrupació de cultura popular del Vendrell. La seva principal finalitat és la de potenciar i donar a conèixer les manifestacions de cultura popular a les festes locals amb una doble missió, la promoció de la participació de la població en les tradicions i festes populars i el suport de noves iniciatives populars.
Club d'Escacs Lira Vendrellenca , anteriorment secció d'escacs del Club d'Esports Vendrell fins el 2007. Ha estat fundat dos cops: primer el 1925, i després ja de forma definitiva el 1946. Actualment (2025) ostenta la màxima categoria esportiva (divisió d'honor) a la competició anual de Lliga Catalana.